# Пападімітріу Сінодій Дмитрович
Сінодій Дмитрович Пападімітріу (1856–1921) історик-античник, доктор грецької філології (1906 р.), ординарний професор (1909 р.).

## Життєпис
Народився 15 січня 1856 у Салоніках (Греція) у родині священника.

### Освіта
У 1878 році закінчив курс історико-філологічного факультету Афінського університету. У 1878–1885 рр. працював викладачем грецької та латинської мов у гімназіях у Салоніках, комерційному училищі (с. Хадки), згодом директором грецької гімназії в Болгарії (1887–1888). 1887 отримав ступінь доктора філософії Ерлангенського університету (Німеччина).
У 1888 на запрошення керівництва грецького училища Одеси переїхав до цього міста, де до 1905 займався викладацькою роботою в училищі, був його директором, а згодом інспектором грецького 4-класного училища. У 1895 році прийняв російське підданство. З початку 1890-х захопився науково-дослідною роботою. У 1891 році склав магістерські іспити в Імператорський Новоросійський університет, а в лютому 1892 затверджений приват-доцентом кафедри класичної філології історико-філологічного ф-ту цього університету.
27 травня 1896, після публічного захисту дисертації «Стефан Сахминис и его стихи» отримав ступінь магістра грецької філології. У 1898 році підготував дослідження «Феодора Птохопродрома манганские стихотворения», яке стало докторською дисертацією. У травні 1906 отримав ступінь доктора грецької філології. Часто бував у закордонних відрядженнях, працював в архівах Греції, Туреччини, Англії, Франції, Іспанії та брав участь у міжнародному археологічному конгресі в Афінах (1912).
У 1900 році став виконувачем обов'язків екстраординарного професора кафедри візантійської філології Імператорського Новоросійського університету, а у 1909 ― ординарним професором кафедри класичної філології. Розробив та вів курси з історії грецької граматики та метрики, історії Візантійської імперії та візантійського мистецтва (по кафедрі історії та теорії мистецтв) тощо. У лютому 1917 отримав звання заслуженого професора. Брав активну участь у роботі наукових товариств: Імператорське Одеське товариство історії та старожитностей, Історико-філологічного при Імператорському Новоросійському університеті та ін. В університеті виконував обов'язки секретаря історико-філологічного факультету (1910), декана факультету і ректора університету (1912). 
Під час закордонного відрядження у 1917 році до Греції тяжко захворів і отримав відставку.
Помер 15 березня 1921 у Стамбулі, похований у Салоніках.

## Науковий доробок
До головних праць вченого з історії належать: «Kritische Beitrage zu den Scholien des Euripides» (Константинополь, 1888); «Две народные песни у Анны Комниной» (Летопись историко-филологического общества, Одесса, 1892); «Продромы» (1898); «Эпифамий Андроника II, Палеолога» (1902); «О Продроме марцианского кодекса XI 22» (1903); «Брак русской княжны Мстиславны Добродни с греческим царевичем Алексеем Комином» (1904).
Сфери наукових інтересів: грецька філологія, історія грецької та візантійської літератури раннього середньовіччя. Автор понад 20 наукових праць (зокрема, 5 монографій, 2 підручників, брошури, понад 10 наукових статей).

## Нагороди
Був нагороджений орденами Св. Анни III та II ступенів, Св. Станіслава II ступеню Св. Володимира IV ступеню, медаллю у пам’ять 300-річчя Дому Романових. Від грецького короля отримав орден Спасителя V ступеня. У 1907 йому надано чин статського радника.

## Праці
- Критические этюды к средневековым греческим текстам. — Одесса, 1894;
- Иоанн II, митрополит киевский и Феодор Продром // ЛИФО при ИНУ. — Одесса, 1902;
- Феодор Продром: Историко-литературное исследование. — Одесса, 1905;
- Лекции по истории греческой литературы. — Одесса, 1909;
- История византийской литературы. — Одесса, 1909;
- Местонахождение древней Одессы // ЗООИД. — 1912. — Т. 30;
- Древние сведения об острове Березани. — Одесса, 1910;
- Ещё о местонахождении древней Одессы. — Одесса, 1915.